# 瑞克·傑法和亞曼達·賽佛
瑞克·傑法（英語：Rick Jaffa，1956年5月8日—）和亞曼達·賽佛（英語：Amanda Silver，1963年5月24日—）是一對美國夫妻檔編劇和電影製作組合。
他們於1989年結為夫妻，1992年起開始合作，因編劇和製片重啟版《猿人爭霸戰：猩凶革命》（2011年）、聯合編劇和製片直接續集《猿人爭霸戰：猩凶崛起》（2014年）以及後續續集《猩球崛起：終極決戰》（2017年）和《猩球崛起：王國誕生》（2024年）而嶄露頭角。他們也是《侏羅紀世界》（2015年）、《海洋深处》（2015年）和《花木蘭》（2020年）的共同編劇。
2013年，兩人被宣布擔任詹姆斯·卡麥隆2009年電影《阿凡達》全部四部續集的共同編劇，從2022年上映的《阿凡達：水之道》開始。

## 個人生活
傑法和賽佛於1989年結婚，育有兩個孩子。賽佛是演員邁克爾·B·賽佛的妹妹，也是編劇和製片人西德尼·布切曼的孫女。2015年，她被《Elle》雜誌評為「好萊塢最具影響力的女性」之一。。

## 影視作品
| 年份 | 標題                 | 標題                              | 職務        | 職務          | 備註 !                                            |
| 年份 | 譯名                 | 原名                              | 編劇        | 製片人        | 備註 !                                            |
| ---- | -------------------- | --------------------------------- | ----------- | ------------- | ------------------------------------------------- |
| 1992 | 推動搖籃的手         | The Hand That Rocks the Cradle    | 是 （賽佛） | 執行 （傑法） |                                                   |
| 1993 | 不適用               | Fallen Angels                     | 是 （賽佛） | 否            | 電視劇；集數：「Murder, Obliquely」               |
| 1996 | 逍遙法外             | Eye for an Eye                    | 是          | 否            |                                                   |
| 1997 | 第三類終結者         | The Relic                         | 是          | 否            | 與艾米·霍頓·瓊斯和約翰·拉弗共同編劇               |
| 2010 | 愛情陋室             | Love Shack                        | 否          | 是            | 兼客串                                            |
| 2011 | 猿人爭霸戰：猩凶革命 | Rise of the Planet of the Apes    | 是          | 是            |                                                   |
| 2014 | 猿人爭霸戰：猩凶崛起 | Dawn of the Planet of the Apes    | 是          | 是            |                                                   |
| 2015 | 侏羅紀世界           | Jurassic World                    | 是          | 否            | 與柯林·崔佛洛和德里克·康納利共同編劇              |
| 2015 | 海洋深处             | In the Heart of the Sea           | 故事        | 否            |                                                   |
| 2017 | 猩球崛起：終極決戰   | War for the Planet of the Apes    | 否          | 是            |                                                   |
| 2020 | 花木蘭               | Mulan                             | 是          | 否            | 與勞倫·海內克和伊莉莎白·馬丁共同編劇              |
| 2022 | 阿凡達：水之道       | Avatar: The Way of Water          | 是          | 否            | 與詹姆斯·卡麥隆、喬許·費德曼和沙恩·薩勒諾共同編劇 |
| 2024 | 猩球崛起：王國誕生   | Kingdom of the Planet of the Apes | 否          | 是            |                                                   |
| 2025 | 阿凡達3              | Avatar 3                          | 是          | 否            |                                                   |
| 2029 | 阿凡達4              | Avatar 4                          | 故事        | 否            |                                                   |
| 2031 | 阿凡達5              | Avatar 5                          | 故事        | 否            |                                                   |

## 外部連結
- 瑞克·傑法在互联网电影资料库（IMDb）上的資料（英文）
- 亞曼達·賽佛在互联网电影资料库（IMDb）上的資料（英文）